# Zombies (phim 2018)
Zombies (Tựa việt là Những Thây Ma) là một bộ phim nhạc kịch và nhảy múa của nền tảng Disney Channel Original Films được công chiếu trên Disney Channel vào ngày 16 tháng 2 năm 2018. Bộ phim dựa trên phim Zombies & Cheerleaders của David Light và Joseph Raso, hai nhân vật chính của phim là Cầu thủ bóng bầu dục thây ma Zed (Milo Manheim) và Thành viên đội cổ vũ con người Addison (Meg Donnelly). Hai người vô tình gặp nhau và yêu nhau, tạo nên một mối tình ngang trái giữa Thây Ma và Con người. Phần tiếp theo của Zombies là Zombies 2 (Thây Ma 2), được công chiếu trên Disney Channel vào ngày 14 tháng 2 năm 2020.

## Nội dung
Năm mươi năm trước tại thành phố Seabrook đã xảy ra một tai nạn tại Nhà máy Nước chanh giải khát Seabrook dẫn đến một vụ nổ khiến một nửa dân số Seabrook biến thành thây ma ăn não. Để tránh không bị ăn não, những con người không bị ảnh hưởng bởi virus thây ma đã xây dựng một bức tường để cách ly những thây ma khỏi phần còn lại của Seabrook trong một nơi gọi là Zombietown. Chính phủ sau đó đã tạo ra những chiếc vòng đeo tay cho thây ma, được gọi là Z-Bands, cung cấp các xung điện từ nhẹ để giữ cho thây ma không thèm ăn não. Ngày nay, các học sinh thây ma từ Zombietown được cấp phép đến trường trung học của con người, Seabrook High. Mặc dù học chung nhưng mối quan hệ giữa Thây ma và Con người vẫn luôn rắc rối. Con người và thây ma luôn kì thị lẫn nhau và ghét nhau. Nhưng cũng tại nơi đây, Addison – một nữ sinh tốt bụng thuộc đội cổ vũ gặp một học sinh thây ma tên Zed – một thây ma luôn mong ước được vào nhóm bóng bầu dục của trường Seabrook. Vì Addison là một người tốt bụng và không kì thị thây ma nên họ đã làm quen với nhau. Rồi từ từ, cả hai thầm thích nhau và cùng nhau bắt đầu một mối quan hệ đẹp đẽ.
Trong một lần vô tình cứu Addison, Zed đã bộc lộ sức mạnh của thây ma và cũng vì điều đó, Zed đã được nhận vào đội bóng bầu dục. Khi tham gia đội bóng bầu dục, Zed đã liên tục nhờ cô bạn Eliza hack vòng Z-Bands để anh có được sức mạnh của thây ma và nhờ điều đó Zed đã giúp đội bầu dục của trường thắng liên tục và dần trở nên nổi tiếng. Bucky, người lãnh đạo đội cổ vũ đồng thời là anh họ của Addison, ghen tị với sự nổi tiếng của Zed và không muốn Addison gặp Zed nên Bucky đã liên tục kiếm chuyện để hãm hại Zed cũng như phá hủy mối quan hệ giữa Zed và Addison. Vào ngày thi đấu của đội bóng bầu dục, Bucky và những ngươi bạn thân của anh - Stacey, Tracey và Lacey - đã phát hiện ra vụ hack Z-Band của Zed và họ đã lập nên một kế hoạch đánh cắp máy tính xách tay của Eliza để hack Z-Band biến Zed thành một thây ma. Họ đã thành công, kết quả là Zed, Eliza và Bonzo biến trở lại thành thây ma và tấn công con người. Addison nói với đám đông rằng chính Bucky và những người bạn của anh ta đã khiến Zed biến thành một thây ma. Sau đó, cô gỡ bộ tóc giả của mình để lộ mái tóc trắng tự nhiên – mái tóc thực sự của cô mà cô đã che giấu với cư dân Seabrook vì cô biết rằng những người dân của Seabrook không thích sự khác biệt. Và cô làm điều đó để thể hiện sự ủng hộ và đồng cảm với những thây ma.
Bucky loại bỏ tất cả thành viên của đội cổ vũ hỗ trợ thây ma sau vụ việc đó. Khi cuộc thi cổ vũ gần kề, Addison và Bree thấy Zed và Bonzo đang cố gắng ngăn chặn Eliza phá hoại cuộc thi, và sau khi nói chuyện với Eliza, cô nhận ra rằng làm như vậy là điều sai trái nên cô đã dừng lại. Tuy nhiên dù không có sự phá hoại của Eliza, đội của Bucky vẫn thất bại vì họ không có đủ thành viên. Thấy đội cổ vũ thất bại, Zoey, em gái của Zed - một cô bé yêu nhảy cổ vũ, đã cố gắng vào và giúp Bucky. Lúc đầu khi nhảy, Zoey bị đám đông la ó, nhưng với sự giúp đỡ từ Addison và Zed, các thây ma và cũng như thành viên cũ của đội cổ vũ, đám đông cũng đã nhận ra lỗi lầm và sự kết hợp tài tình giữa thây ma và con người. Họ đã cùng nhau đứng lên để cổ vũ cuộc thi tiếp tục. Và cũng tại cuộc thi này, Addison và Zed cũng đã công khai mối quan hệ tình cảm của mình. Sau vụ việc đó, các thây ma và con người đã đoàn tụ với nhau thông qua một bữa tiệc ở Zombietown và mối quan hệ giữa hai loài đã trở nên ổn thỏa hơn.

## Diễn viên
- Milo Manheim trong vai Zed, một thây ma nhiệt huyết muốn được vào đội bóng bầu dục.
- Meg Donnelly trong vai Addison, một cô gái tốt bụng, xinh đẹp và dễ thương thuộc đội cổ vũ, luôn đội tóc giả màu vàng để che mái tóc trắng tự nhiên thực sự.
- Trevor Tordjman trong vai Bucky, người anh họ nổi tiếng tự cao của Addison, luôn cho rằng mình là trung tâm của trường Seabrook, đồng thời anh là người lãnh đạo đội cổ vũ của trường trung học Seabrook
- Kylee Russell trong vai Eliza, một thây ma hacker, thuộc câu lạc bộ máy tính và là bạn thân với Zed.
- Carla Jeffery trong vai Bree, một cô gái đầy nhiệt huyết luôn mong muốn vào đội cổ vũ và là bạn thân của Addison.
- Kingston Foster trong vai Zoey, em gái của Zed, người cô bé đáng yêu có sở thích nhảy cổ vũ và luôn mong muốn có một con chó vì thây ma bị cấm nuôi thú cưng.
- James Godfrey trong vai Bonzo, một zombie sợ lửa và là bạn thân của Zed. Bonzo chủ yếu nói ngôn ngữ zombie phải được dịch bởi Zed hoặc là Eliza.
- Naomi Snieckus trong vai cô Lee, cô hiệu trưởng của trường trung học Seabrook, một cô gái luôn kì thị thây ma và rất ham danh lợi.
- Paul Hopkins trong vai Dale, cha của Addison, người đứng đầu Đội tuần tra Zombie.
- Marie Ward trong vai Missy, mẹ của Addison, là thị trưởng của Seabrook.
- Tony Nappo trong vai Zevon, cha của Zed và Zoey, một ông bố tốt bụng vô cùng thương yêu hai đứa con của mình.
- Emilia McCarthy trong vai Lacey, một nữ sinh đội cổ vũ, bạn thân của Bucky và là thành viên của Aceys.
- Mickeey Nguyen trong vai Tracey, một cổ vũ viên nam, bạn thân của Bucky và là thành viên của Aceys.
- Jasmine Renee Thomas trong vai Stacey, một nữ sinh đội cổ vũ, bạn thân của Bucky và là thành viên của Aceys.

## Sản xuất
Việc sản xuất bộ phim bắt đầu vào tháng 5 năm 2017. Bộ phim được quay tại Toronto hơn 10 tuần

## Phát hành
Bộ phim được công chiếu lần đầu tiên trên kênh Disney Channel vào ngày 16 tháng 2 năm 2018.
Trong buổi ra mắt vào khung giờ 8:00 tối, Thây Ma đã thu hút tổng cộng 2,57 triệu người xem với tỷ lệ 0,46 phần trăm là những người ở độ tuổi 18. Cuối tuần ra mắt, bộ phim đã đạt 10,3 triệu người xem sau 8 lần phát sóng.

## Phần tiếp theo
Vào tháng 2 năm 2019, Disney bất ngờ thông báo rằng phần tiếp theo của Thây Ma là Thây Ma 2 sẽ được sản xuất với sự trở lại của các diễn viên, đạo diễn và biên kịch cũ. Quá trình quay phim diễn ra chính thức vào mùa xuân năm 2019 và quá trình sản xuất của phần tiếp theo bắt đầu vào tháng 5 năm 2019, với sự tham gia của các diễn viên mới Pearce Joza, Chandler Kinney và Ariel Martin vào dàn diễn viên cũ của bộ phim Thây Ma 2 được công chiếu vào ngày 14 tháng 2 năm 2020.